# Anguilla luzonensis
Anguilla luzonensis — вид вугреподібних риб родини Вугрові (Anguillidae). Вид поширений лише у басейні річки Пінаканауан на острові Лузон на Філіппінах. Має довге та вузьке тіло до 150 см завдовжки.